# Dotknuto-hráno
Pravidlo dotknuto-hráno (někdy též dotčeno-taženo) je pravidlo používané v turnajovém hraní šachů. Pokud se hráč, který je na tahu, záměrně dotkne kamene na šachovnici, pak s ním musí táhnout nebo ho sebrat, pokud je to možné podle pravidel. Pokud chce hráč pouze upravit polohu kamene na šachovnici, může říct J'adoube nebo opravuji, předtím, než se kamene dotkne. Někdy se také říká: Šáhneš, táhneš.

## Detaily
Pokud se hráč, který je na tahu, dotkne jednoho z kamenů jako kdyby měl úmysl s ním hrát, tak s ním musí hrát, pokud existuje nějaký možný tah. Dokud není puštěn z ruky na nějakém poli, může být umístěn na libovolné přístupné pole. Náhodné dotknutí se kamene, např. když se o něj otře ruka při natahování se pro jiný kámen, se nepočítá za záměrný dotyk.
Pokud se hráč dotkne nepřátelského kamene, tak ho musí nějakým svým kamenem sebrat. Pokud se hráč dotkne svého a nepřátelského kamene, tak musí provést toto braní (pokud je možné), jinak musí vzít nebo táhnout s tím kamenem, kterého se dotkl jako prvního. Pokud není možné určit, zda se jako prvního dotkl svého nebo soupeřova kamene, předpokládá se, že se jako první dotkl svého. Pokud se hráč dotkne více než jednoho kamene, tak musí táhnout nebo sebrat první z nich, se kterým to je možné. Výjimkou je pokus o rošádu proti pravidlům, kdy musí pokud možno táhnout králem bez povinnosti táhnout věží.
Při rošádě musí být král prvním dotknutým kamenem. Pokud se najednou dotkne krále a věže, pak musí provést rošádu s touto věží. Pokud táhne svým králem přes dvě pole, pak musí, pokud je to možné, dokončit rošádu s touto věží, a jinak krále vrátit na původní místo a provést s ním jiný tah.
Když pěšec dojde do osmé řady, tak hráč poté, co z něho sejme svou ruku, nesmí táhnout tímto pěšcem jinak, ale tah není považován za skončený, dokud není na šachovnici položen proměněný kámen.

### Příklad
|   | a | b | c | d | e | f | g | h |   |
| 8 | c8 černý věž · g8 černý král · f7 černý pěšec · g7 černý pěšec · h7 černý pěšec · a6 černý pěšec · f5 černý dáma · c4 bílý střelec · d4 bílý pěšec · a3 černý střelec · g3 bílý pěšec · a2 bílý pěšec · c2 bílý věž · f2 bílý pěšec · h2 bílý pěšec · f1 bílý dáma · g1 bílý král | c8 černý věž · g8 černý král · f7 černý pěšec · g7 černý pěšec · h7 černý pěšec · a6 černý pěšec · f5 černý dáma · c4 bílý střelec · d4 bílý pěšec · a3 černý střelec · g3 bílý pěšec · a2 bílý pěšec · c2 bílý věž · f2 bílý pěšec · h2 bílý pěšec · f1 bílý dáma · g1 bílý král | c8 černý věž · g8 černý král · f7 černý pěšec · g7 černý pěšec · h7 černý pěšec · a6 černý pěšec · f5 černý dáma · c4 bílý střelec · d4 bílý pěšec · a3 černý střelec · g3 bílý pěšec · a2 bílý pěšec · c2 bílý věž · f2 bílý pěšec · h2 bílý pěšec · f1 bílý dáma · g1 bílý král | c8 černý věž · g8 černý král · f7 černý pěšec · g7 černý pěšec · h7 černý pěšec · a6 černý pěšec · f5 černý dáma · c4 bílý střelec · d4 bílý pěšec · a3 černý střelec · g3 bílý pěšec · a2 bílý pěšec · c2 bílý věž · f2 bílý pěšec · h2 bílý pěšec · f1 bílý dáma · g1 bílý král | c8 černý věž · g8 černý král · f7 černý pěšec · g7 černý pěšec · h7 černý pěšec · a6 černý pěšec · f5 černý dáma · c4 bílý střelec · d4 bílý pěšec · a3 černý střelec · g3 bílý pěšec · a2 bílý pěšec · c2 bílý věž · f2 bílý pěšec · h2 bílý pěšec · f1 bílý dáma · g1 bílý král | c8 černý věž · g8 černý král · f7 černý pěšec · g7 černý pěšec · h7 černý pěšec · a6 černý pěšec · f5 černý dáma · c4 bílý střelec · d4 bílý pěšec · a3 černý střelec · g3 bílý pěšec · a2 bílý pěšec · c2 bílý věž · f2 bílý pěšec · h2 bílý pěšec · f1 bílý dáma · g1 bílý král | c8 černý věž · g8 černý král · f7 černý pěšec · g7 černý pěšec · h7 černý pěšec · a6 černý pěšec · f5 černý dáma · c4 bílý střelec · d4 bílý pěšec · a3 černý střelec · g3 bílý pěšec · a2 bílý pěšec · c2 bílý věž · f2 bílý pěšec · h2 bílý pěšec · f1 bílý dáma · g1 bílý král | c8 černý věž · g8 černý král · f7 černý pěšec · g7 černý pěšec · h7 černý pěšec · a6 černý pěšec · f5 černý dáma · c4 bílý střelec · d4 bílý pěšec · a3 černý střelec · g3 bílý pěšec · a2 bílý pěšec · c2 bílý věž · f2 bílý pěšec · h2 bílý pěšec · f1 bílý dáma · g1 bílý král | 8 |
| 7 | c8 černý věž · g8 černý král · f7 černý pěšec · g7 černý pěšec · h7 černý pěšec · a6 černý pěšec · f5 černý dáma · c4 bílý střelec · d4 bílý pěšec · a3 černý střelec · g3 bílý pěšec · a2 bílý pěšec · c2 bílý věž · f2 bílý pěšec · h2 bílý pěšec · f1 bílý dáma · g1 bílý král | c8 černý věž · g8 černý král · f7 černý pěšec · g7 černý pěšec · h7 černý pěšec · a6 černý pěšec · f5 černý dáma · c4 bílý střelec · d4 bílý pěšec · a3 černý střelec · g3 bílý pěšec · a2 bílý pěšec · c2 bílý věž · f2 bílý pěšec · h2 bílý pěšec · f1 bílý dáma · g1 bílý král | c8 černý věž · g8 černý král · f7 černý pěšec · g7 černý pěšec · h7 černý pěšec · a6 černý pěšec · f5 černý dáma · c4 bílý střelec · d4 bílý pěšec · a3 černý střelec · g3 bílý pěšec · a2 bílý pěšec · c2 bílý věž · f2 bílý pěšec · h2 bílý pěšec · f1 bílý dáma · g1 bílý král | c8 černý věž · g8 černý král · f7 černý pěšec · g7 černý pěšec · h7 černý pěšec · a6 černý pěšec · f5 černý dáma · c4 bílý střelec · d4 bílý pěšec · a3 černý střelec · g3 bílý pěšec · a2 bílý pěšec · c2 bílý věž · f2 bílý pěšec · h2 bílý pěšec · f1 bílý dáma · g1 bílý král | c8 černý věž · g8 černý král · f7 černý pěšec · g7 černý pěšec · h7 černý pěšec · a6 černý pěšec · f5 černý dáma · c4 bílý střelec · d4 bílý pěšec · a3 černý střelec · g3 bílý pěšec · a2 bílý pěšec · c2 bílý věž · f2 bílý pěšec · h2 bílý pěšec · f1 bílý dáma · g1 bílý král | c8 černý věž · g8 černý král · f7 černý pěšec · g7 černý pěšec · h7 černý pěšec · a6 černý pěšec · f5 černý dáma · c4 bílý střelec · d4 bílý pěšec · a3 černý střelec · g3 bílý pěšec · a2 bílý pěšec · c2 bílý věž · f2 bílý pěšec · h2 bílý pěšec · f1 bílý dáma · g1 bílý král | c8 černý věž · g8 černý král · f7 černý pěšec · g7 černý pěšec · h7 černý pěšec · a6 černý pěšec · f5 černý dáma · c4 bílý střelec · d4 bílý pěšec · a3 černý střelec · g3 bílý pěšec · a2 bílý pěšec · c2 bílý věž · f2 bílý pěšec · h2 bílý pěšec · f1 bílý dáma · g1 bílý král | c8 černý věž · g8 černý král · f7 černý pěšec · g7 černý pěšec · h7 černý pěšec · a6 černý pěšec · f5 černý dáma · c4 bílý střelec · d4 bílý pěšec · a3 černý střelec · g3 bílý pěšec · a2 bílý pěšec · c2 bílý věž · f2 bílý pěšec · h2 bílý pěšec · f1 bílý dáma · g1 bílý král | 7 |
| 6 | c8 černý věž · g8 černý král · f7 černý pěšec · g7 černý pěšec · h7 černý pěšec · a6 černý pěšec · f5 černý dáma · c4 bílý střelec · d4 bílý pěšec · a3 černý střelec · g3 bílý pěšec · a2 bílý pěšec · c2 bílý věž · f2 bílý pěšec · h2 bílý pěšec · f1 bílý dáma · g1 bílý král | c8 černý věž · g8 černý král · f7 černý pěšec · g7 černý pěšec · h7 černý pěšec · a6 černý pěšec · f5 černý dáma · c4 bílý střelec · d4 bílý pěšec · a3 černý střelec · g3 bílý pěšec · a2 bílý pěšec · c2 bílý věž · f2 bílý pěšec · h2 bílý pěšec · f1 bílý dáma · g1 bílý král | c8 černý věž · g8 černý král · f7 černý pěšec · g7 černý pěšec · h7 černý pěšec · a6 černý pěšec · f5 černý dáma · c4 bílý střelec · d4 bílý pěšec · a3 černý střelec · g3 bílý pěšec · a2 bílý pěšec · c2 bílý věž · f2 bílý pěšec · h2 bílý pěšec · f1 bílý dáma · g1 bílý král | c8 černý věž · g8 černý král · f7 černý pěšec · g7 černý pěšec · h7 černý pěšec · a6 černý pěšec · f5 černý dáma · c4 bílý střelec · d4 bílý pěšec · a3 černý střelec · g3 bílý pěšec · a2 bílý pěšec · c2 bílý věž · f2 bílý pěšec · h2 bílý pěšec · f1 bílý dáma · g1 bílý král | c8 černý věž · g8 černý král · f7 černý pěšec · g7 černý pěšec · h7 černý pěšec · a6 černý pěšec · f5 černý dáma · c4 bílý střelec · d4 bílý pěšec · a3 černý střelec · g3 bílý pěšec · a2 bílý pěšec · c2 bílý věž · f2 bílý pěšec · h2 bílý pěšec · f1 bílý dáma · g1 bílý král | c8 černý věž · g8 černý král · f7 černý pěšec · g7 černý pěšec · h7 černý pěšec · a6 černý pěšec · f5 černý dáma · c4 bílý střelec · d4 bílý pěšec · a3 černý střelec · g3 bílý pěšec · a2 bílý pěšec · c2 bílý věž · f2 bílý pěšec · h2 bílý pěšec · f1 bílý dáma · g1 bílý král | c8 černý věž · g8 černý král · f7 černý pěšec · g7 černý pěšec · h7 černý pěšec · a6 černý pěšec · f5 černý dáma · c4 bílý střelec · d4 bílý pěšec · a3 černý střelec · g3 bílý pěšec · a2 bílý pěšec · c2 bílý věž · f2 bílý pěšec · h2 bílý pěšec · f1 bílý dáma · g1 bílý král | c8 černý věž · g8 černý král · f7 černý pěšec · g7 černý pěšec · h7 černý pěšec · a6 černý pěšec · f5 černý dáma · c4 bílý střelec · d4 bílý pěšec · a3 černý střelec · g3 bílý pěšec · a2 bílý pěšec · c2 bílý věž · f2 bílý pěšec · h2 bílý pěšec · f1 bílý dáma · g1 bílý král | 6 |
| 5 | c8 černý věž · g8 černý král · f7 černý pěšec · g7 černý pěšec · h7 černý pěšec · a6 černý pěšec · f5 černý dáma · c4 bílý střelec · d4 bílý pěšec · a3 černý střelec · g3 bílý pěšec · a2 bílý pěšec · c2 bílý věž · f2 bílý pěšec · h2 bílý pěšec · f1 bílý dáma · g1 bílý král | c8 černý věž · g8 černý král · f7 černý pěšec · g7 černý pěšec · h7 černý pěšec · a6 černý pěšec · f5 černý dáma · c4 bílý střelec · d4 bílý pěšec · a3 černý střelec · g3 bílý pěšec · a2 bílý pěšec · c2 bílý věž · f2 bílý pěšec · h2 bílý pěšec · f1 bílý dáma · g1 bílý král | c8 černý věž · g8 černý král · f7 černý pěšec · g7 černý pěšec · h7 černý pěšec · a6 černý pěšec · f5 černý dáma · c4 bílý střelec · d4 bílý pěšec · a3 černý střelec · g3 bílý pěšec · a2 bílý pěšec · c2 bílý věž · f2 bílý pěšec · h2 bílý pěšec · f1 bílý dáma · g1 bílý král | c8 černý věž · g8 černý král · f7 černý pěšec · g7 černý pěšec · h7 černý pěšec · a6 černý pěšec · f5 černý dáma · c4 bílý střelec · d4 bílý pěšec · a3 černý střelec · g3 bílý pěšec · a2 bílý pěšec · c2 bílý věž · f2 bílý pěšec · h2 bílý pěšec · f1 bílý dáma · g1 bílý král | c8 černý věž · g8 černý král · f7 černý pěšec · g7 černý pěšec · h7 černý pěšec · a6 černý pěšec · f5 černý dáma · c4 bílý střelec · d4 bílý pěšec · a3 černý střelec · g3 bílý pěšec · a2 bílý pěšec · c2 bílý věž · f2 bílý pěšec · h2 bílý pěšec · f1 bílý dáma · g1 bílý král | c8 černý věž · g8 černý král · f7 černý pěšec · g7 černý pěšec · h7 černý pěšec · a6 černý pěšec · f5 černý dáma · c4 bílý střelec · d4 bílý pěšec · a3 černý střelec · g3 bílý pěšec · a2 bílý pěšec · c2 bílý věž · f2 bílý pěšec · h2 bílý pěšec · f1 bílý dáma · g1 bílý král | c8 černý věž · g8 černý král · f7 černý pěšec · g7 černý pěšec · h7 černý pěšec · a6 černý pěšec · f5 černý dáma · c4 bílý střelec · d4 bílý pěšec · a3 černý střelec · g3 bílý pěšec · a2 bílý pěšec · c2 bílý věž · f2 bílý pěšec · h2 bílý pěšec · f1 bílý dáma · g1 bílý král | c8 černý věž · g8 černý král · f7 černý pěšec · g7 černý pěšec · h7 černý pěšec · a6 černý pěšec · f5 černý dáma · c4 bílý střelec · d4 bílý pěšec · a3 černý střelec · g3 bílý pěšec · a2 bílý pěšec · c2 bílý věž · f2 bílý pěšec · h2 bílý pěšec · f1 bílý dáma · g1 bílý král | 5 |
| 4 | c8 černý věž · g8 černý král · f7 černý pěšec · g7 černý pěšec · h7 černý pěšec · a6 černý pěšec · f5 černý dáma · c4 bílý střelec · d4 bílý pěšec · a3 černý střelec · g3 bílý pěšec · a2 bílý pěšec · c2 bílý věž · f2 bílý pěšec · h2 bílý pěšec · f1 bílý dáma · g1 bílý král | c8 černý věž · g8 černý král · f7 černý pěšec · g7 černý pěšec · h7 černý pěšec · a6 černý pěšec · f5 černý dáma · c4 bílý střelec · d4 bílý pěšec · a3 černý střelec · g3 bílý pěšec · a2 bílý pěšec · c2 bílý věž · f2 bílý pěšec · h2 bílý pěšec · f1 bílý dáma · g1 bílý král | c8 černý věž · g8 černý král · f7 černý pěšec · g7 černý pěšec · h7 černý pěšec · a6 černý pěšec · f5 černý dáma · c4 bílý střelec · d4 bílý pěšec · a3 černý střelec · g3 bílý pěšec · a2 bílý pěšec · c2 bílý věž · f2 bílý pěšec · h2 bílý pěšec · f1 bílý dáma · g1 bílý král | c8 černý věž · g8 černý král · f7 černý pěšec · g7 černý pěšec · h7 černý pěšec · a6 černý pěšec · f5 černý dáma · c4 bílý střelec · d4 bílý pěšec · a3 černý střelec · g3 bílý pěšec · a2 bílý pěšec · c2 bílý věž · f2 bílý pěšec · h2 bílý pěšec · f1 bílý dáma · g1 bílý král | c8 černý věž · g8 černý král · f7 černý pěšec · g7 černý pěšec · h7 černý pěšec · a6 černý pěšec · f5 černý dáma · c4 bílý střelec · d4 bílý pěšec · a3 černý střelec · g3 bílý pěšec · a2 bílý pěšec · c2 bílý věž · f2 bílý pěšec · h2 bílý pěšec · f1 bílý dáma · g1 bílý král | c8 černý věž · g8 černý král · f7 černý pěšec · g7 černý pěšec · h7 černý pěšec · a6 černý pěšec · f5 černý dáma · c4 bílý střelec · d4 bílý pěšec · a3 černý střelec · g3 bílý pěšec · a2 bílý pěšec · c2 bílý věž · f2 bílý pěšec · h2 bílý pěšec · f1 bílý dáma · g1 bílý král | c8 černý věž · g8 černý král · f7 černý pěšec · g7 černý pěšec · h7 černý pěšec · a6 černý pěšec · f5 černý dáma · c4 bílý střelec · d4 bílý pěšec · a3 černý střelec · g3 bílý pěšec · a2 bílý pěšec · c2 bílý věž · f2 bílý pěšec · h2 bílý pěšec · f1 bílý dáma · g1 bílý král | c8 černý věž · g8 černý král · f7 černý pěšec · g7 černý pěšec · h7 černý pěšec · a6 černý pěšec · f5 černý dáma · c4 bílý střelec · d4 bílý pěšec · a3 černý střelec · g3 bílý pěšec · a2 bílý pěšec · c2 bílý věž · f2 bílý pěšec · h2 bílý pěšec · f1 bílý dáma · g1 bílý král | 4 |
| 3 | c8 černý věž · g8 černý král · f7 černý pěšec · g7 černý pěšec · h7 černý pěšec · a6 černý pěšec · f5 černý dáma · c4 bílý střelec · d4 bílý pěšec · a3 černý střelec · g3 bílý pěšec · a2 bílý pěšec · c2 bílý věž · f2 bílý pěšec · h2 bílý pěšec · f1 bílý dáma · g1 bílý král | c8 černý věž · g8 černý král · f7 černý pěšec · g7 černý pěšec · h7 černý pěšec · a6 černý pěšec · f5 černý dáma · c4 bílý střelec · d4 bílý pěšec · a3 černý střelec · g3 bílý pěšec · a2 bílý pěšec · c2 bílý věž · f2 bílý pěšec · h2 bílý pěšec · f1 bílý dáma · g1 bílý král | c8 černý věž · g8 černý král · f7 černý pěšec · g7 černý pěšec · h7 černý pěšec · a6 černý pěšec · f5 černý dáma · c4 bílý střelec · d4 bílý pěšec · a3 černý střelec · g3 bílý pěšec · a2 bílý pěšec · c2 bílý věž · f2 bílý pěšec · h2 bílý pěšec · f1 bílý dáma · g1 bílý král | c8 černý věž · g8 černý král · f7 černý pěšec · g7 černý pěšec · h7 černý pěšec · a6 černý pěšec · f5 černý dáma · c4 bílý střelec · d4 bílý pěšec · a3 černý střelec · g3 bílý pěšec · a2 bílý pěšec · c2 bílý věž · f2 bílý pěšec · h2 bílý pěšec · f1 bílý dáma · g1 bílý král | c8 černý věž · g8 černý král · f7 černý pěšec · g7 černý pěšec · h7 černý pěšec · a6 černý pěšec · f5 černý dáma · c4 bílý střelec · d4 bílý pěšec · a3 černý střelec · g3 bílý pěšec · a2 bílý pěšec · c2 bílý věž · f2 bílý pěšec · h2 bílý pěšec · f1 bílý dáma · g1 bílý král | c8 černý věž · g8 černý král · f7 černý pěšec · g7 černý pěšec · h7 černý pěšec · a6 černý pěšec · f5 černý dáma · c4 bílý střelec · d4 bílý pěšec · a3 černý střelec · g3 bílý pěšec · a2 bílý pěšec · c2 bílý věž · f2 bílý pěšec · h2 bílý pěšec · f1 bílý dáma · g1 bílý král | c8 černý věž · g8 černý král · f7 černý pěšec · g7 černý pěšec · h7 černý pěšec · a6 černý pěšec · f5 černý dáma · c4 bílý střelec · d4 bílý pěšec · a3 černý střelec · g3 bílý pěšec · a2 bílý pěšec · c2 bílý věž · f2 bílý pěšec · h2 bílý pěšec · f1 bílý dáma · g1 bílý král | c8 černý věž · g8 černý král · f7 černý pěšec · g7 černý pěšec · h7 černý pěšec · a6 černý pěšec · f5 černý dáma · c4 bílý střelec · d4 bílý pěšec · a3 černý střelec · g3 bílý pěšec · a2 bílý pěšec · c2 bílý věž · f2 bílý pěšec · h2 bílý pěšec · f1 bílý dáma · g1 bílý král | 3 |
| 2 | c8 černý věž · g8 černý král · f7 černý pěšec · g7 černý pěšec · h7 černý pěšec · a6 černý pěšec · f5 černý dáma · c4 bílý střelec · d4 bílý pěšec · a3 černý střelec · g3 bílý pěšec · a2 bílý pěšec · c2 bílý věž · f2 bílý pěšec · h2 bílý pěšec · f1 bílý dáma · g1 bílý král | c8 černý věž · g8 černý král · f7 černý pěšec · g7 černý pěšec · h7 černý pěšec · a6 černý pěšec · f5 černý dáma · c4 bílý střelec · d4 bílý pěšec · a3 černý střelec · g3 bílý pěšec · a2 bílý pěšec · c2 bílý věž · f2 bílý pěšec · h2 bílý pěšec · f1 bílý dáma · g1 bílý král | c8 černý věž · g8 černý král · f7 černý pěšec · g7 černý pěšec · h7 černý pěšec · a6 černý pěšec · f5 černý dáma · c4 bílý střelec · d4 bílý pěšec · a3 černý střelec · g3 bílý pěšec · a2 bílý pěšec · c2 bílý věž · f2 bílý pěšec · h2 bílý pěšec · f1 bílý dáma · g1 bílý král | c8 černý věž · g8 černý král · f7 černý pěšec · g7 černý pěšec · h7 černý pěšec · a6 černý pěšec · f5 černý dáma · c4 bílý střelec · d4 bílý pěšec · a3 černý střelec · g3 bílý pěšec · a2 bílý pěšec · c2 bílý věž · f2 bílý pěšec · h2 bílý pěšec · f1 bílý dáma · g1 bílý král | c8 černý věž · g8 černý král · f7 černý pěšec · g7 černý pěšec · h7 černý pěšec · a6 černý pěšec · f5 černý dáma · c4 bílý střelec · d4 bílý pěšec · a3 černý střelec · g3 bílý pěšec · a2 bílý pěšec · c2 bílý věž · f2 bílý pěšec · h2 bílý pěšec · f1 bílý dáma · g1 bílý král | c8 černý věž · g8 černý král · f7 černý pěšec · g7 černý pěšec · h7 černý pěšec · a6 černý pěšec · f5 černý dáma · c4 bílý střelec · d4 bílý pěšec · a3 černý střelec · g3 bílý pěšec · a2 bílý pěšec · c2 bílý věž · f2 bílý pěšec · h2 bílý pěšec · f1 bílý dáma · g1 bílý král | c8 černý věž · g8 černý král · f7 černý pěšec · g7 černý pěšec · h7 černý pěšec · a6 černý pěšec · f5 černý dáma · c4 bílý střelec · d4 bílý pěšec · a3 černý střelec · g3 bílý pěšec · a2 bílý pěšec · c2 bílý věž · f2 bílý pěšec · h2 bílý pěšec · f1 bílý dáma · g1 bílý král | c8 černý věž · g8 černý král · f7 černý pěšec · g7 černý pěšec · h7 černý pěšec · a6 černý pěšec · f5 černý dáma · c4 bílý střelec · d4 bílý pěšec · a3 černý střelec · g3 bílý pěšec · a2 bílý pěšec · c2 bílý věž · f2 bílý pěšec · h2 bílý pěšec · f1 bílý dáma · g1 bílý král | 2 |
| 1 | c8 černý věž · g8 černý král · f7 černý pěšec · g7 černý pěšec · h7 černý pěšec · a6 černý pěšec · f5 černý dáma · c4 bílý střelec · d4 bílý pěšec · a3 černý střelec · g3 bílý pěšec · a2 bílý pěšec · c2 bílý věž · f2 bílý pěšec · h2 bílý pěšec · f1 bílý dáma · g1 bílý král | c8 černý věž · g8 černý král · f7 černý pěšec · g7 černý pěšec · h7 černý pěšec · a6 černý pěšec · f5 černý dáma · c4 bílý střelec · d4 bílý pěšec · a3 černý střelec · g3 bílý pěšec · a2 bílý pěšec · c2 bílý věž · f2 bílý pěšec · h2 bílý pěšec · f1 bílý dáma · g1 bílý král | c8 černý věž · g8 černý král · f7 černý pěšec · g7 černý pěšec · h7 černý pěšec · a6 černý pěšec · f5 černý dáma · c4 bílý střelec · d4 bílý pěšec · a3 černý střelec · g3 bílý pěšec · a2 bílý pěšec · c2 bílý věž · f2 bílý pěšec · h2 bílý pěšec · f1 bílý dáma · g1 bílý král | c8 černý věž · g8 černý král · f7 černý pěšec · g7 černý pěšec · h7 černý pěšec · a6 černý pěšec · f5 černý dáma · c4 bílý střelec · d4 bílý pěšec · a3 černý střelec · g3 bílý pěšec · a2 bílý pěšec · c2 bílý věž · f2 bílý pěšec · h2 bílý pěšec · f1 bílý dáma · g1 bílý král | c8 černý věž · g8 černý král · f7 černý pěšec · g7 černý pěšec · h7 černý pěšec · a6 černý pěšec · f5 černý dáma · c4 bílý střelec · d4 bílý pěšec · a3 černý střelec · g3 bílý pěšec · a2 bílý pěšec · c2 bílý věž · f2 bílý pěšec · h2 bílý pěšec · f1 bílý dáma · g1 bílý král | c8 černý věž · g8 černý král · f7 černý pěšec · g7 černý pěšec · h7 černý pěšec · a6 černý pěšec · f5 černý dáma · c4 bílý střelec · d4 bílý pěšec · a3 černý střelec · g3 bílý pěšec · a2 bílý pěšec · c2 bílý věž · f2 bílý pěšec · h2 bílý pěšec · f1 bílý dáma · g1 bílý král | c8 černý věž · g8 černý král · f7 černý pěšec · g7 černý pěšec · h7 černý pěšec · a6 černý pěšec · f5 černý dáma · c4 bílý střelec · d4 bílý pěšec · a3 černý střelec · g3 bílý pěšec · a2 bílý pěšec · c2 bílý věž · f2 bílý pěšec · h2 bílý pěšec · f1 bílý dáma · g1 bílý král | c8 černý věž · g8 černý král · f7 černý pěšec · g7 černý pěšec · h7 černý pěšec · a6 černý pěšec · f5 černý dáma · c4 bílý střelec · d4 bílý pěšec · a3 černý střelec · g3 bílý pěšec · a2 bílý pěšec · c2 bílý věž · f2 bílý pěšec · h2 bílý pěšec · f1 bílý dáma · g1 bílý král | 1 |
|   | a | b | c | d | e | f | g | h |   |

V této hře mezi Bobby Fischerem a Jan Hein Donnerem bílý vyhrával; černý právě táhl 29... Dg5-f5. Fischer se dotknul svého střelce, zamýšleje táhnout 30. Sd3, což vypadá jako přirozený tah, ale pak si uvědomil, že černý může zahrát 30... Vxc2, a po 31. Sxf5 Vc1 32. Dxc1 Sxc1, by partie skončila remízou, protože by na šachovnici zbyli kromě pěšců a krále již pouze dva střelci, každý na poli jiné barvy. Po dotknutí střelce si tedy uvědomil, že tah 30. Sd3 je špatný, ale musel s tímto střelcem stejně táhnout, tak po pár sekundách provedl tento tah, protože byl ze všech tahů střelcem nejvhodnější. Po třicátém čtvrtém tahu byla dohodnuta remíza. Kdyby Fischer tuto hru vyhrál, tak by se dělil o první místo s Borisem Spasským v poháru Piatygorské v roce 1966.

## Úprava polohy kamenů
J’adoube [ʒadub] je francouzský výraz, znamenající v češtině opravuji, mezinárodně uznávaný hráči šachu jako oznámení úmyslu se mimoherně dotknout kamene.
Tato fráze je většinou používána jako upozornění soupeře, že se hráč chystá dotknout kamene na šachovnici, většinou aby ho vystředil na jeho poli, bez úmyslu s ním hrát. Pravidlo dotknutého kamene  ukládá hráči povinnost použít takovéto varování. Přestože je tato francouzská fráze běžná, není povinná; další podobná upozornění je možno použít také. Hráč může tímto způsobem opravit pozici kamene pouze, když je na tahu.

### Příklady zneužití
V historii šachu občas došlo k situacím, kdy byla tato fráze použita po prohrávajícím tahu aby mohl být vrácen, čímž by se obešlo pravidlo dotknuto-hráno. Takovéto chování je považováno za pouhý pokus podvádět. Jugoslávský velmistr Milan Matulović dostal po podobném incidentu přezdívku J'adoubović